# Färxät Fätxullin
Färxät Fätxullin sau Farhat Fatkullin (n. 2 noiembrie 1979, Kazan, RSFS Rusă, URSS) este un activist din Tatarstan, membru al organizației non-profit „Wikimedia RU⁠(d)”, afiliată Fundației Wikimedia. În 2018 a fost distins cu titlul onorific „Wikimedian of the Year⁠(d)” („Wikimedianul anului”).

## Biografie
S-a născut la Kazan la 2 noiembrie 1979.
Din 1986 până în 1993 a studiat la școala medie nr. 123 din Kazan, cu un curs aprofundat de limbă franceză. În 1997 a absolvit Liceul tătaro-turc „Ertugrul Gazi”. În perioada 1995-1997 a urmat un liceu din Clayton⁠(d), Missouri, SUA. În 2002 a absolvit studiile de licență în managementul afacerilor (management financiar) la Institutul de Stat de Finanțe și Economie din Kazan⁠(d), iar în 2008 a obținut o diplomă de specialitate în comunicare interculturală la Institutul de Cunoștințe Sociale și Umanitare. Vorbitor de șase limbi (pe lângă rusă și tătară, este fluent în franceză, engleză, italiană și turcă), Fätxullin este de profesie traducător; a lucrat în această calitate la Departamentul Protocol de Stat al Președintelui Republicii Tatarstan (2006-2013), la Banca Mondială (din 2009) și ca freelancer. În perioada 2010-2012 a predat un curs de limba engleză în cadrul unui program realizat de Institutul de Stat de Finanțe și Economie din Kazan în parteneriat cu State University of New York at Canton (SUA).
Este căsătorit, are o fiică și un fiu.

### Activitate la Wikimedia
În 2012 s-a alăturat Wikipediei în tătară. Motivația sa principală a fost păstrarea și dezvoltarea limbii tătare. Din 2015, Fätxullin este membru al proiectului „Wikipedia în limbile popoarelor Rusiei”, iar din 2017, membru al organizației non-profit „Wikimedia RU⁠(d)”, afiliată Fundației Wikimedia. În 2018 a fost printre cei mai activi wikipediști din Rusia, cu peste o sută de mii de editări.
La 22 iulie 2018, la ceremonia de închidere a conferinței internaționale Wikimania 2018 din Cape Town (Africa de Sud), fondatorul Wikipediei, Jimmy Wales, l-a anunțat pe Fätxullin drept „Wikimedian of the Year⁠(d)” („Wikimedianul anului”), ca recunoaștere pentru „munca în rândul reprezentanților comunităților care vorbesc în limbile regionale ale Rusiei”. Potrivit lui Wales, meritul lui Fätxullin a fost că a fost capabil să „construiască o punte între aceste comunități și mișcarea globală după mulți ani de izolare”.
Decorarea lui Fätxullin a fost recunoscută drept unul dintre cele mai semnificative evenimente din Tatarstan în acel an. În 2020, prin decretul președintelui Tatarstanului, Fätxullin a fost inclus în comisia republicană pentru conservarea și dezvoltarea limbii tătare.